# Омельчук Катерина Володимирівна
Омельчук Катерина Володимирівна (нар. 17 березня 1982, Київ) — українська мисткиня, киянка, живописець, член Національної Спілки художників України.

## Освіта
- 1992—2000 рр. державна художня середня школа ім. Т. Г. Шевченка. Живописний клас. Педагоги з живопису Юрій Євгенійович Гончаренко, Тетяна Володимирівна Давидова.
- 1996—1998 рр. навчалася в студії художнього дизайну при київському державному університеті культури та мистецтв. Видана суспільна професія — викладач художнього дизайну.
- 2000—2006 рр. навчалася в Національній академії образотворчого мистецтва та архітектури на факультеті реставрації живопису.
- 2004 — Член молодіжного об'єднання при Київському відділенні Національної Спілки художників України.
- 2008 — Член Національної Спілки художників України.

В період всього навчання в Академії брала участь в творчих живописних пленерах під керівництвом Г. М. Ягодкіна та І. Ю. Мельнічука, а також впродовж 2004 року навчалася в пейзажній майстерні професора В. І. Забашти. З педагогів особливо вплинули на становлення творчої особи такі майстри живопису, як: Олександр Петрович Шеремет, Генріх (Генадій) Миколайович Ягодкін, Наталія Вятчеславовна Зозуля, Василій Іванович Забашта та Ігор Юліанович Мельнічук.

## Творча діяльність
Бере активну участь у конкурсах, форумах, творчих пленерах, художніх акціях. Виставкова діяльність почалася в 2000 році з відкриття персональної виставки «Пейзажі», яка проходіла в Дарницькому районному культурно-мистецькому центрі в місті Києві. Призер форуму творчої молоді міста Києва в номінації «Живопис, графіка, скульптура» (2005—2008 рр.). Учасниця понад 40 всеукраїнських, міжнародних, персональних художніх виставок. Серед яких найзначніші:
- Художня акція «Київська сюїта», організованої за рахунок Гранту Президента України, НСХУ, м. Київ (2005).
- Міжнародна виставка художників України та Італії «Під крилом Святого Архистратіга Михайла», Київ — Рим (2006) .
- Міжнародний художній Львівський Осінній салон «Високий Замок — 2008», Палац Мистецтв, м. Львів.
- Всеукраїнське трієннале «Живопис — 2007», організоване Національною Спілкою художників України в м. Києві (2007).
- «Україна від Трипілля до сучасності» (2008), НСХУ, Київ.

## Роботи художниці
Катерина працює в області станкового живопису у пейзажі, натюрморті, портреті, а також в стилі фігуратівного символізму.
Твори художниці знаходяться в приватних колекціях України, а також в Італії, Іспанії, Франції, Голландії, Канаді, США, Німеччині, Австралії, Новій Зеландії і т. д.

## Виставкова діяльність

### У 2000 році
- Персональна виставка «Пейзажі». Дарницький районний культурно-виставковий центр, м. Київ.
- Участь у виставці «Батьківщина». Дарницький районний культурно-виставковий центр, м. Київ.
- Учасниця міського туру всеукраїнського огляду народної творчості. Київська міська галерея «Лавра», м. Київ.
- Переможець районного конкурсу «Талановита Дарниця» в рамках всеукраїнського огляду народної творчості по живопису. Дарницький районний культурно-виставковий центр, м. Київ.

### У 2002 році
- Всеукраїнська художня виставка «Різдвяна — 2002», НСХУ м. Київ.

### У 2003 році
- Всеукраїнська художня виставка НСХУ присвячена Дню художника, м. Київ.
- Всеукраїнська художня виставка «Первоцвіти весни», м. Черкаси.
- Персональна виставка «Різдво кольору» в галереї «НІЛ» м. Київ.
- Всеукраїнська художня виставка «Живописна Україна», м. Львів.
- Творчий пленер, село Криворівня (керівник Мельнічук І. Ю.).

### У 2004 році
- Брала участь в конкурсі ім. Віктора Зарецкого, який проходив у НАОМА, м. Київ.
- Всеукраїнська художня виставка «Жінки України — митці», м. Київ.
- Персональна виставка «Горизонти» в галереї «Дім Миколи» м. Київ.
- Всеукраїнська художня виставка «Мальовнича Україна», м. Севастополь.
- Творчий пленер, село Ясенів (керівник Мельнічук І. Ю.).
- Персональна виставка «Горизонти — 2», Національна бібліотека України ім. В. І. Вернадського, м. Київ.

### У 2005 році
- Учасниця художньої акції «Київська сюїта» — Грант президента України 2005 року, НСХУ м. Київ.
- Зайняла друге місце у Форумі творчої молоді міста Києва в номінації «Живопис, графіка, скульптура».

### У 2006 році
- Брала участь у виставці «Крапка з комою» (в рамках всеукраїнського проекту «Art-територія»), Чернігівський обласний художній музей.
- Спільна виставка живопису «Місто на двох» в галереї Київського університету ім. Тараса Шевченка, м. Київ.
- Міжнародна виставка художників України та Італії «Під крилом Святого Архістратига Михаїла», м. Київ.
- Міжнародна виставка художників України та Італії «Під крилом Святого Архістратига Михаїла», м. Рим.
- Зайняла третє місце у Форумі творчої молоді міста Києва в номінації «Живопис, графіка, скульптура».

### У 2007 році
- Всеукраїнська виставка пейзажу «Меморіал А. І. Куїнджі», центр сучасного мистецтва і культури імені А. І. Куїнджі, м. Маріуполь.
- Всеукраїнське Трієннале «Живопис — 2007», НСХУ м. Київ.
- Всеукраїнська художня виставка «Жінки України — митці», м. Київ.
- Всеукраїнська художня виставка, присвячена Дню художника, НСХУ м. Київ.
- Зайняла перше місце у Форумі творчої молоді міста Києва в номінації «Живопис, графіка, скульптура».
- Всеукраїнська художня виставка «Різдво — 2007», НСХУ м. Київ.

### У 2008 році
- Всеукраїнська художня виставка «Україна від Трипілля до Сьогодення», НСХУ м. Київ.
- Учасниця виставки «Рибний день — VIII», галерея «Ірена», Київ.
- Учасниця першого Київського Аукціону живопису, галерея «Лавра», м. Київ.
- Учасниця конкурсу живопису «ДЕ РІБАС» організованим посольством Іспанії, Центр сучасного мистецтва «Совіарт», м. Київ.
- Персональна виставка живопису «Паралелі», галерея «Маестро», м. Харків.
- Міжнародний художній Львівський Осінній салон «Високий Замок-2008», Палац Мистецтв, м. Львів.
- Перше місце у Форумі творчої молоді міста Києва в номінації «Живопис, графіка, скульптура», галерея «Ра».